# دومینیکا
دومینیکا (به انگلیسی: Dominica) با نام رسمی همسود دومینیکا (به انگلیسی: Commonwealth of Dominica) کشور جزیره‌ای است جزیره‌ای در دریای کارائیب. نام رسمی آن کشور همسود (مشترک‌المنافع) دومینیکا و پایتخت آن روسو است. دومینیکا در ۳ نوامبر ۱۹۷۸ از بریتانیا اعلام استقلال کرد. واحد پول آن دلار کارائیب شرقی نام دارد.
دومینیکا از جزایر بادپناه و بخشی از منطقه آنتیل کوچک است و به خاطر طبیعت دست‌نخورده‌ای که دارد «جزیره طبیعت کارائیب» نامیده شده‌است.
دومینیکا در جنوب گوادلوپ و در شمال مارتینیک واقع شده؛ مساحت دومینیکا ۷۵۰ کیلومتر مربع و جمعیت این کشور ۷۱٫۲۹۳ نفر (در سال ۲۰۱۱) است. زبان رسمی این کشور انگلیسی است و زبان‌های کریول دومینیکایی و فرانسوی نیز به عنوان زبان‌های گفتاری استفاده دارند.
جزیره دومینیکا از دیدگاه زمین‌شناسی جوان‌ترین جزیره آنتیل کوچک است و به این خاطر فعالیت‌های آتشفشانی و زمین‌گرمایی هنوز در آن دیده می‌شود. دریاچه جوشان، که دومین چشمه آب‌گرم دنیا است در دومینیکا واقع شده‌است.
گونه‌ای طوطی به نام آمازون شاهانه پرنده ملی این جزیره است و نگاره آن بر روی پرچم دومینیکا نیز نقش بسته‌است.

### تاریخ
کریستف کلمب این جزیره را به نام روز یکشنبه (در لاتین: dominica) یعنی روزی که این جزیره را کشف کرد نام‌گذاری نمود. کشف این جزیره در تاریخ ۳ نوامبر ۱۴۹۳ بود. امروزه ۸۶٫۸٪ از مردم دومینیکا سیاه‌پوست هستند. در واقع دومینیکا در تاریخ ۳ نوامبر ۱۴۹۳ توسط کریستف کلمب و در طی سفر دومش به «بر جدید» کشف شد. او این سرزمین را در اختیار بومیان سرخ‌پوست کارائیبی و جنگجویی یافت که از نسل بومیان آراواک بودند.
در قرن شانزدهم کشتی‌های اسپانیایی به دلیل شرایط باد و جریانات آبی مناسب، معمولاً در دومینیکا لنگر می‌انداختند ولی به دلیل مخالفت و مقاومت‌های مردم دومینیکا، عملاً در آنجا ساکن و مستقر نشدند.
تقریباً تمام جمعیت هفتادهزار نفری دومینیکا، از نسل برده‌هایی هستند که در قرن ۱۸ میلادی به دومینیکا برده شدند. با این حال دومینیکا تنها جزیرهٔ کارائیب شرقی است که هنوز جمعیت پیش از کشف آن توسط کلمب را حفظ کرده‌است: بومیان کارائیب که حدود ۳۳۰۰ نفر از آنان همچنان در سواحل شرقی به زندگی مشغولند.

### اقلیم و موقعیت جغرافیایی جزیره دومینیکا
جزیره دومینیکا در دریای کارائیب شرقی قرار دارد و جزء جوان‌ترین جزیره‌های آنتیل محسوب می‌شود. ساختار کلی این جزیره آتشفشانی است، اما جای نگرانی نیست؛ زیرا آتشفشان‌های این جزیره به ندرت فعال می‌شوند. به دلیل وجود همین آتشفشان‌ها است که این جزیره دارای خاک آبرفتی و حاصلخیز است و چشمه‌های آب گرم زیادی را نیز دارد.

### سیاست

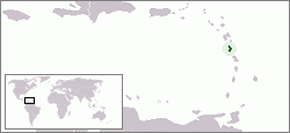

حکومت دومینیکا دموکراتیک و مردم‌سالار است. قوهٔ مقننه پارلمان دومینیکا است که وظیفه قانون‌گذاری را بر عهده دارد. رئیس کشور رئیس‌جمهور و رئیس دولت نخست‌وزیر است که با رأی مستقیم مردم برگزیده می‌شوند.

### اقتصاد
دومینیکا برای جلب سرمایه برای توسعهٔ اقتصادی آن کشور، در مقابل سرمایه‌گذاری در پروژه‌های دولتی، تابعیت و حقوق شهروندی دومینیکا را به سرمایه‌گذار اهداء می‌کند. اقتصاد دومینیکا کاملاً به گردشگری، کشاورزی و اخذ مالیات سنگین وابسته است.

### تجارت بین‌المللی
دومینیکا، منافع ابتکار حوزه کارائیب است که بسیاری از کالاهای آمریکایی را با بخشودگی گمرک اعطا می‌کند. دومنیکا معتلق به انجمن عضو کارائیب غالباً انگلیسی زبان و بازار مشترک کاریکوم و سازمان‌های کشور کارائیب شرقی(OECS) است.

### صنعت خدمات مالی
دومینیکا ظاهراً وضعیت معاف از مالیات را به شرکت‌های خارج از کشور ارئه می‌دهد. دومینیکا توافق‌نامه با لهستان را برای تبادل اطلاعات مالیاتی در ۱۲ ژوئیه ۲۰۱۲ امضا کرد.

### مهاجران اقتصادی
شهروند رسمی شدن در کشور دومینیکا برای کسانی که دنبال تابعیت دوم هستند، معتبراست. افراد می‌توانند با ۷ سال اقامت قانونی در ازای سرمایه‌گذاری در اقتصاد این کشور ملیت دومنیکا را کسب کنند. از سال ۲۰۱۴، متقاضیان می‌توانند سرمایه‌گذاری حداقل ۲۰۰۰۰۰ دلار آمریکا در املاک و مستغلات را از استراحتگاه‌های جزیره ای یا برندهای جهانی مانند ماریوت، کمپینسکی یا هیلتون کنند. شهروندان دومنیکا می‌توانند بدون نیاز به روادید به حدود ۹۲ کشور از جمله ناحیه شینگن سفر کنند. نگرانی از شیوه اعطای این پاسپورت باعث شد که بریتانیا در ژوئیه ۲۰۲۳ دسترسی بدون روادید را برای شهروندان این کشور جزیره‌ای لغو کند. تحقیقاتی درباره شیوه اهدا و دریافت‌کنندگان پاسپورت دومینیکا  توسط سازمان «گزارش‌دهی جرایم سازمان یافته و فساد اداری»، روزنامه‌های گاردین، لوموند، استاندارد، فوربس، درج و غیره از کشورهای مختلف جهان شکل گرفته‌است. این تحقیقات نشان می‌دهد چگونه شهروندی دومینیکا به کلاهبرداران مختلف، مجرمان، فراریان، و دیگر افراد مشکوک تعلق گرفته است. روز چهارشنبه ۱۸ اکتبر ۲۰۲۳ و به دنبال انتشار این گزارش‌های تحقیقی، کمیسیون اروپایی در طرح پیشنهادی خود به پارلمان اروپایی خواهان بازنگری و تغییرهایی در مقررات ورود بدون ویزا برای افراد دارای گذرنامه کشورهایی که گذرنامه می‌فروشند، از جمله دومینکا، شده است.
در حال حاضر ۱۶٪ درآمد دولت از طریق اهدی شهروندی است.
سرمایه گذاران تابعیت دومنیکا را انتخاب می‌کنند زیرا؛ دومنیکا مقرون به صرفه‌ترین کشور از نظر سرمایه‌گذاری و روند درخواست ساده و کارآمد است.

### صنعت گردشگری
دومنیکا عمدتاً آتشفشانی و دارای چندین سواحل است. کوه‌های دومینیکا، جنگل‌های بارانی، دریاچه‌های آب شیرین، چشمه‌های آب گرم، آبشارها، و نقاط غواصی، آن را به عنوان مقصد جذاب گردشگری محیط زیست تبدیل می‌کند. طبیعت آتشفشانیِ جزیره، غواصان را به غواصی جذب خود کرده‌است.

### رنکینگ جهانی دومینیکا
رتبه‌بندی کشور دومینیکا در جهان از لحاظ تولید ناخالص داخلی برابر ۸۴۹ میلیون دلار است که در کل دنیا رتبه ۱۷۳ را به خود اختصاص داده‌است. این مقدار شاید با توجه به میزان کلی درآمدهای دیگر کشورها مقدار کمی باشد، اما با توجه به اقتصاد تازه جان گرفته و همچنین کوچک بودن این کشور می‌تواند مبلغ قابل توجهی باشد.

## زیر ساخت

### هوایی
دو فرودگاه منطقه ای در این جزیره وجود دارد، اما هیچ فرودگاه بین‌المللی وجود ندارد. پرواز به دومینیکا نیازمند مسافرت از طریق سان خوآن، پورتو ریکو یا دیگر جزایر مجاور در کارائیب مانند مارتینیک، گوادلوپ، یا باربادوس است.

### جاده
شبکه جاده ایی دومنیکا عمدتاً در امتداد خط ساحلی و در امتداد دره رودخانه‌ها قرار دارد. جاده‌های عمده بزرگراه‌ها دو خط هستند.
- بزرگراه ادوارد اولیور للبانک
- بزرگراه دکتر نیکلاس لیورپول

این جاده‌های اصلی به تازگی با کمک جمهوری خلق چین و اتحادیه اروپا بازسازی شد.

### انرژی پاک
دومنیکا بخش برق را از طریق؛ برق آبی، انرژی خورشیدی و انرژی زمین گرمایی تأمین می‌کند.

### مردم
۸۶٫۸٪ مردم دومینیکا سیاه‌پوست، ۸٫۹٪ دورگه، ۲٫۹٪ سرخ‌پوستان کارائیبی، س ۰٫۸٪ سفیدپوست و ۰٫۷٪ از دیگر نژادها هستند.

## تقسیمات کشوری
دومینیکا به ۱۰ پریش تقسیم شده‌است. استان‌های این کشور Parish نامیده می‌شوند که در اصل به معنی یک «بخش کلیسایی» است.
| نقشه                | پریش               | مساحت  | جمیعت (سرشماری ۲۰۱۱) |
| ------------------- | ------------------ | ------ | -------------------- |
|                     | پریش سنت اندرو (۱) |        | ۹٬۴۷۱                |
| پریش سنت دیوید (۲)  |                    | ۶٬۰۴۳  |                      |
| پریش سنت جورج (۳)   |                    | ۲۱٬۲۴۱ |                      |
| پریش سنت جان (۴)    |                    | ۶٬۵۶۱  |                      |
| پریش سنت جوزف (۵)   |                    | ۵٬۶۳۷  |                      |
| پریش سنت لوک (۶)    |                    | ۱٬۶۶۸  |                      |
| پریش سنت مارک (۷)   |                    | ۱٬۸۳۴  |                      |
| پریش سنت پاتریک (۸) |                    | ۷٬۶۲۲  |                      |
| پریش سنت پل (۹)     |                    | ۹٬۷۸۶  |                      |
| پریش سنت پیتر (۱۰)  |                    | ۱٬۴۳۰  |                      |
| دومینیکا            |                    |        |                      |

## نگارخانه

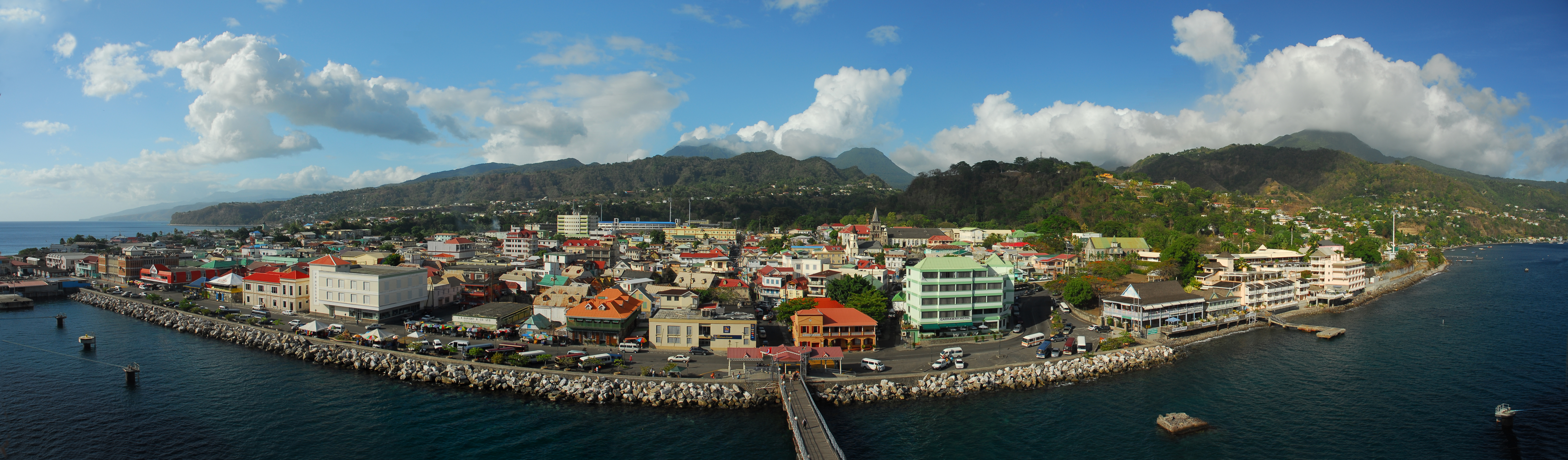
عکسی از عرشه یک کشتی تفریحی از شهر روسو.

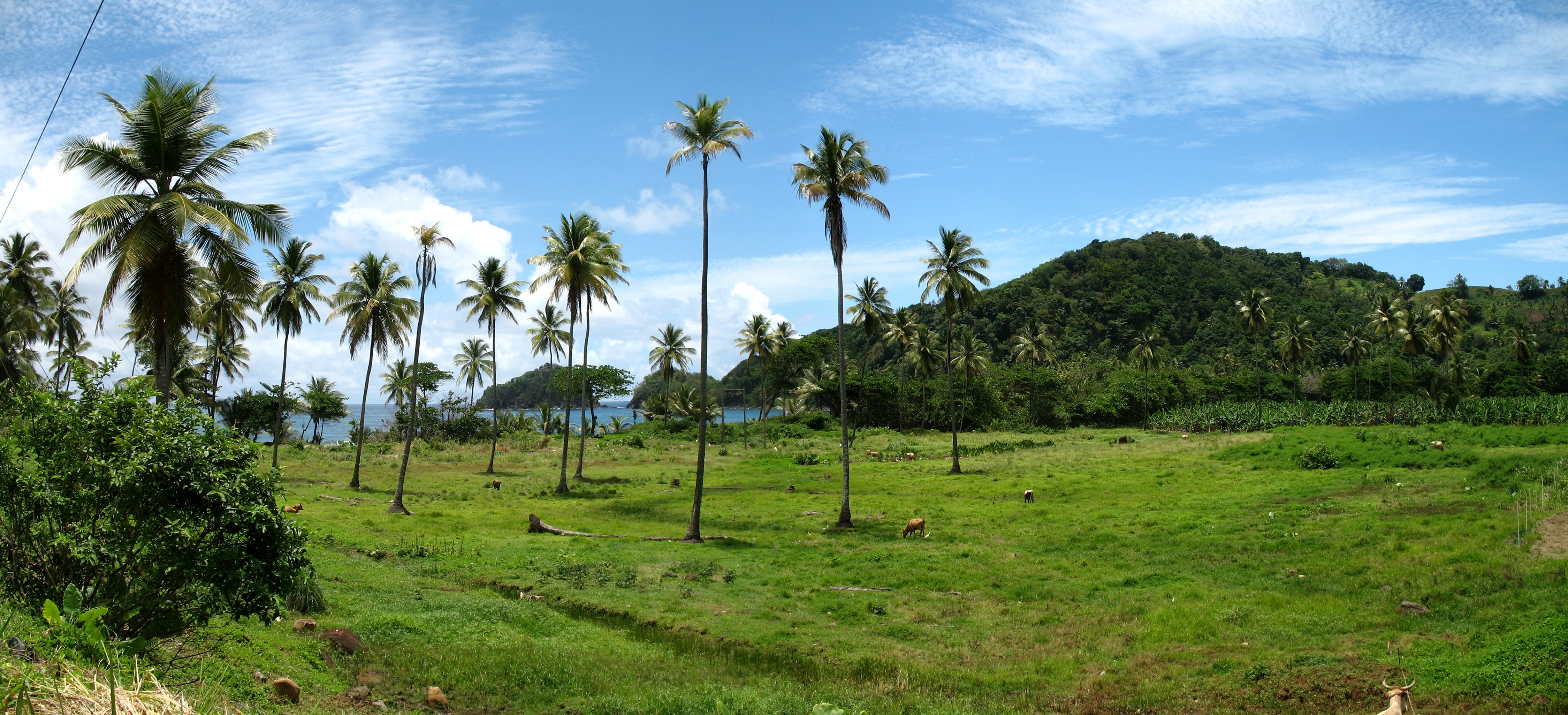
چشم‌اندازی از طبیعت دومینیکا در نزدیکی دریا.

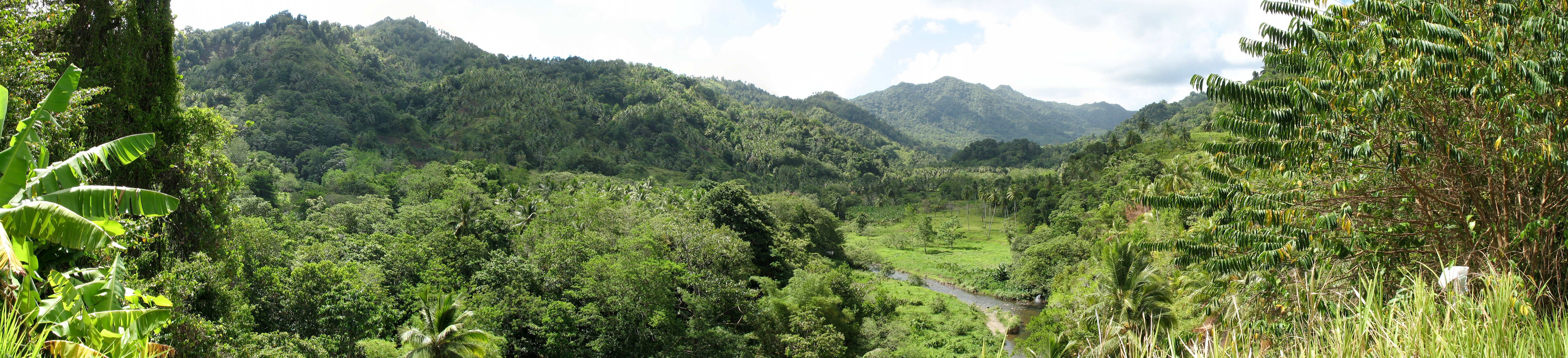
طبیعت مناطق داخلی دومینیکا.